# Trad Magazine
Trad Magazine (stylisé #TRAD' Mag) était une revue bimestrielle spécialisée dans les musiques et danses traditionnelles, créée en 1988, dont le siège se situait à Saint-Venant (Pas-de-Calais). À partir de l'année 2006, l'éditeur ABC et sa rédaction se déplace en Île-de-France à Saint Martin d'Etampes (Essonne), puis en 2009 à Paris (11e), ensuite, Marc Rouvé, avec les éditions MVM sise à Paris 18e font perdurer la parution, et enfin, les éditions Émile reprennent les commandes du magazine en juillet 2015. Le siège se déplace alors à Orléans (Loiret), mais dépose le bilan en juillet 2017, pour des raisons qui ne sont toujours pas élucidées mais dont l'échéance était prévue et programmée par son éditeur - bien que n'en ayant informé ni ses abonnés fidèles, ni ses nouveaux abonnés.  
Dans ses 120 pages, le magazine propose des articles de fond, des reportages, des dossiers sur les régions ou les instruments, des partitions et des tablatures, un calendrier national des concerts, stages et bals. S'intéressant au patrimoine musical de France, avec une ouverture aux musiques d'Europe et du monde, elle traite de l'actualité des groupes, des musiciens, des styles de musiques avec ses chroniques de nouveaux disques ou de compilations. Les Coups de cœur des rédacteurs sont attribués aux meilleurs disques, qui se voient estampillés d'un Bravos TRAD' Mag. Les CD's édités peuvent être commandés grâce à la vente par correspondance (VPC).

## Historique
Roland Delassus lance en 1980 un bulletin mensuel régional sur les musiques traditionnelles de sa région du Nord-Pas-de-Calais qui s'appelait Le Tambourineur. En 1986, Philippe Krümm, qui venait de lancer un bulletin sur l'accordéon nommé Anche Libre, lui demande d'en assurer la frappe et la pré-maquette, constatant qu'une grande partie des informations étaient communes des deux fanzines ; ils ont l'idée, en juillet 1988, aux rencontres de Saint-Chartier, d'insérer Anche Libre dans un Tambourineur. Ils apprennent qu'une association lyonnaise, Bramabiau, qui gérait elle aussi un bulletin régional en Rhône-Alpes, Le Collophone, a envie de souffler un peu. Ils décident alors de fusionner les trois bulletins et leurs abonnés, ce qui fait un potentiel de départ d'un petit millier d'abonnés. Le trimestriel Tradition Vivante en Bretagne n'a pas souhaité adhérer à cette fusion.
Le premier numéro de Trad' Magazine est lancé en novembre 1988. Le nom est trouvé par Philippe Krümm, constatant qu'au dos des pochettes de musique traditionnelle, dans toutes les langues, l'abréviation « trad » était utilisée comme dénomination du genre de musique enregistrée. La présentation se voulait professionnelle, pour donner une bonne image à l'intérieur et à l'extérieur de ce milieu (médias, acteurs culturels).
La première période est celle où le magazine doit se fait connaître. Philippe Krümm écrit une bonne partie des articles jusqu'à l'intégration de plusieurs journalistes professionnels de la presse musicale plus des spécialistes qui deviendront rédacteurs réguliers. S'ajoute un photographe très impliqué depuis les années 1980 sur ce patrimoine visuel, Patrice Dalmagne, contacté fin Juillet 1988 pour travailler sur le N°0 qui deviendra le N°1. D'autres photographes, dont Christian Lebon et Jeff Dantin, amèneront un style d'images proche des gens et des artistes. L'ouverture à d'autres formes musicales marque une nouvelle période où l'orientation est plus world music. Parallèlement, en 1991, la revue passe à la vente en kiosque et maison de la presse par le réseau NMPP. Cette distribution devait amener des recettes publicitaires plus importantes, mais le premier numéro en kiosque coïncide avec le conflit de la guerre du Golfe, c'est le début de la crise... Faute de moyens financiers, la vente en kiosque est arrêtée en novembre 1992.
La deuxième période est marquée par le départ « soudain » de Philippe Krümm, qui par la multiplicité de ses fonctions de conseiller sur divers projets, dont le lancement du label de disques Silex, ne lui permet plus d'assurer le rythme de la parution du magazine. Il reste membre en tant que rédacteur en chef « honoraire », assurant plutôt un rôle de « relation publique ». Roland Delassus est donc contraint de gérer le magazine avec une équipe réduite mais efficace. Au vu de l'échec "kiosque", il recentre le contenu sur des musiques moins "world" et le nombre d'abonnés ré-augmente (une estimation officieuse pourrait porter le nombre d'abonnés à 7500, voire plus). Avec la participation de collaborateurs sérieux et réguliers, Trad' Magazine prend une place importante dans le monde des musiques traditionnelles urbaines.
En 2006, au moment du départ à la retraite de Roland Delassus, la revue est rachetée par le groupe de presse ABC Communication et Guillaume Veillet devient rédacteur en chef, ce qui permet à la revue de franchir encore un palier avec une nouvelle maquette, la multiplication d'articles de fond et l'arrivée de nouveaux rédacteurs qui permet une présence dans les médias nationaux de plus en plus reconnue. En 2009, il quitte son poste pour se consacrer à ses activités de recherche en ethnomusicologie et de direction artistique (disques, livres, festivals). Il est remplacé par Philippe Krümm, qui effectue ainsi son retour à la tête de la revue, racheté par MVM éditions tenue par Marc Rouvé.
La longévité de Trad' Mag fait référence, fêtant ses 25 ans en 2013. Le dernier numéro, le 173, parait en mai 2017. La liquidation judiciaire est officielle le 31 juillet 2017 par les éditions Émile, pour divers ennuis dont une incertaine gestion humaine et économique, les abonnements en régression, les baisses des supports publicitaires voire des problèmes d'un autre ordre[réf. nécessaire].

#### Numéros spéciaux
- Trad Magazine, n°1, novembre-décembre 1988
- Trad Magazine 1988-1998 : 10 ans, n° 62, novembre-décembre 1998
- Trad Magazine 1988-2008 : 20 ans, n° 122, novembre-décembre 2008
- Trad Magazine 1988-2017 : 29 ans, dernier n° 173, mai-juin 2017